# Dark Horse (album av George Harrison)
Dark Horse är ett musikalbum från 1974 av George Harrison.

## Låtlista
Alla låtar är skrivna av George Harrison där inget annat anges.
1. "Hari's on Tour (Express)" - 4:44 
  - En av få instrumentallåtar som George gav ut.
2. "Simply Shady" - 4:38
3. "So Sad" - 5:01
4. "Bye Bye Love" (Felice Bryant/Boudleaux Bryant/George Harrison) - 4:08 
  - En cover på Everly Brothers sång där Harrison lagt till egen text som kommenterar hans separation från hustrun Pattie.
5. "Maya Love" - 4:24
6. "Ding Dong, Ding Dong" - 3:41 
  - En nyårslåt.
7. "Dark Horse" - 3:54
8. "Far East Man" (George Harrison/Ron Wood) - 5:52 
  - Ron Wood har givit ut en egen version av denna låt.
9. "It Is "He" (Jai Sri Krishna)" - 4:51